# Turó Gros de Can Planes
El Turó Gros de Can Planes és una muntanya de 252 metres que es troba al municipi de Fogars de la Selva, a la comarca catalana de la Selva.